# Basil (film)
Basil este un film dramatic istoric britanic din 1998, regizat de Radha Bharadwaj, cu Christian Slater, Jared Leto, Claire Forlani și Derek Jacobi în rolurile principale. Filmul a fost bazat pe romanul Basil (1852), scris de autorul victorian Wilkie Collins. Adaptarea este realizată de Bharadwaj.

## Rezumat
Basil își amintește de tinerețe, când locuia împreună cu familia sa, o familie britanică nobilă, la moșia Windermere Hall din Cornwall. Tatăl său, Frederick, era un susținător convins al ierarhiei sociale și credea că fiecare om trebuie să își cunoască locul în societate. Clara Fairfax, fiica orfană a unui vechi prieten al lui Frederick, vine să locuiască alături de familia lui Basil. Fratele mai mare al lui Basil, Ralph, este alungat într-un conac de familie izolat și părăsit din Yorkshire, ca pedeapsă pentru o relație scandaloasă cu o fată din zonă. După o perioadă petrecută la Universitatea Oxford, Basil se întoarce acasă și, într-o împrejurare neașteptată, este salvat de un negustor londonez, John Mannion, pe care ajunge să-l considere prieten apropiat. Pe când stătea în reședința londoneză a familiei, Basil încearcă să se revadă cu John, dar în schimb o întâlnește pe Julia Sherwin, fiica angajatorului lui John. Deși Julia îi respinge inițial avansurile, Basil o curtează cu perseverență, iar cu puțin timp înainte să devină major și să moștenească averea și proprietățile familiei, cei doi se căsătoresc în secret. Julia, însă, are propriile planuri: urmărește să pună mâna pe Windermere Hall în schimbul afecțiunii sale.
Basil o surprinde pe Julia în pat cu John și, cuprins de furie, îl lovește până când acesta nu mai poate să se ridice. După incident, John dispare fără urmă. Basil îi mărturisește tatălui său căsătoria sa secretă cu Julia, iar ca urmare este alungat din familie. Alungat, Basil se îndreaptă spre fratele său, aflat în exil într-un conac izolat din Yorkshire. Acolo primește o scrisoare de la John, în care acesta dezvăluie adevăratul motiv al relației sale cu Julia: un plan de răzbunare pentru moartea surorii lui, care fusese însărcinată cu Ralph, fratele lui Basil, înainte ca Ralph să fie exilat cu ani în urmă.
Julia se află acum la Windermere Hall, iar Basil ajunge la timp pentru a o asista în timpul nașterii copilului. Curând după aceea, apare și John, cu fața acoperită cu pânză. Julia moare, iar John, lăsând copilul în urmă, fuge. Basil îl urmărește până la o stâncă de pe țărm, înarmat cu o sabie zulfiqar. În timpul confruntării, chipul desfigurat al lui John este dezvăluit în reflexia lamei, iar acesta, înspăimântat de propria imagine, își pune capăt zilelor aruncându-se în gol de pe faleză.
Basil ia în grijă nou-născutul și, dându-i numele Clara, în amintirea prietenei sale din copilărie, fuge împreună cu el în Irlanda. Acolo, se reîntoarce la scris, reluând poveștile pe care le începuse în tinerețe. În cele din urmă, revine la Londra, unde operele sale urmează să fie publicate. Într-o plimbare pe lângă un iaz, Basil și micuța Clara o întâlnesc pe prietena sa din copilărie, Clara, acum matură, care îl îndeamnă pe Basil să se împace cu tatăl său. Întâmplător, bătrânul Frederick se află în apropiere. În discuția care urmează, Frederick mărturisește că a iubit-o profund pe mama lui Basil și că exilările fiilor săi au fost o formă de pedeapsă autoprovocată, născută din remușcarea de a-i fi greșit soției sale decedate, ale cărei trăsături le regăsea în comportamentul copiilor săi. Împăcarea are loc, iar Basil și Clara își stabilesc căminul în Londra, deschizând un nou capitol al vieții lor.

## Distribuție
- Jared Leto în rolul lui Basil
- Jackson Leach în rolul tânărului Basil
- Christian Slater în rolul lui John Mannion
- Guy Witcher în rolul tânărului John Mannion
- Claire Forlani în rolul Juliei Sherwin
- Rachel Pickup în rolul Clarei Fairfax
- Carli Harris în rolul tinerei Clare Fairfax
- Derek Jacobi în rolul lui Frederick, tatăl lui Basil
- David Ross în rolul domnului Sherwin, tatăl comerciant al Juliei
- Joanna John în rolul lui Agnes, mama lui Basil
- Christopher Owen în rolul domnului Mannion, tatăl lui John
- Stephanie Bagshaw în rolul Emmei Mannion, sora lui John
- Crispin Bonham-Carter în rolul lui Ralph
- Jenny Downham în rolul Annei, soția lui Ralph
- Sarah Hadland în rolul cameristei de la Windermere Hall
- Ann Louise Grimshaw în rolul de asistentă medicală
- Michael Lieber ca băiat cu undiță
- Georgiana Johnson în rolul tinerei Clara, fiica lui Basil
- Glenn Marks ca vagabond
- Hannah Morris în rolul de menajeră la Regent's Park House
- Matthew Steer în rolul tânărului Ralph
- Maisie Tomlinson ca menajeră în casa Sherwin
- Jack Wild în rolul vânzătorului ambulant

## Lansare
Finanțatorii filmului Basil au lansat propria lor versiune, în care au impus propriile alegeri privind coloana sonoră, designul și muzica. Aceasta este varianta care a fost difuzată ulterior pe cablu, urmată de lansarea pe casetă video și DVD. Filmul a avut premiera în cinematografe pe 4 martie 1998, iar versiunea pe casetă video a fost lansată pe 1 februarie 2000 de Buena Vista Home Entertainment. Ulterior, pe 4 martie 2003, Buena Vista a lansat și un DVD pentru regiunea 1, iar pe 12 aprilie 2005, ILC Video a lansat DVD-ul pentru regiunea 2.

## Receptare critică
Versiunea regizorală a filmului Basil a fost selectată de două ori pentru a închide seria Prezentărilor Speciale din cadrul Festivalului Internațional de Film de la Toronto. Totuși, filmul a fost retras în ultimul moment, ratând astfel șansa de a fi prezentat la unul dintre cele mai prestigioase festivaluri de film din lume. Basil a fost, de asemenea, programat într-un loc de onoare la Festivalul de Film de la Los Angeles. În februarie 1998, filmul a fost proiectat în cadrul American Film Market.